# Союз словацких писателей

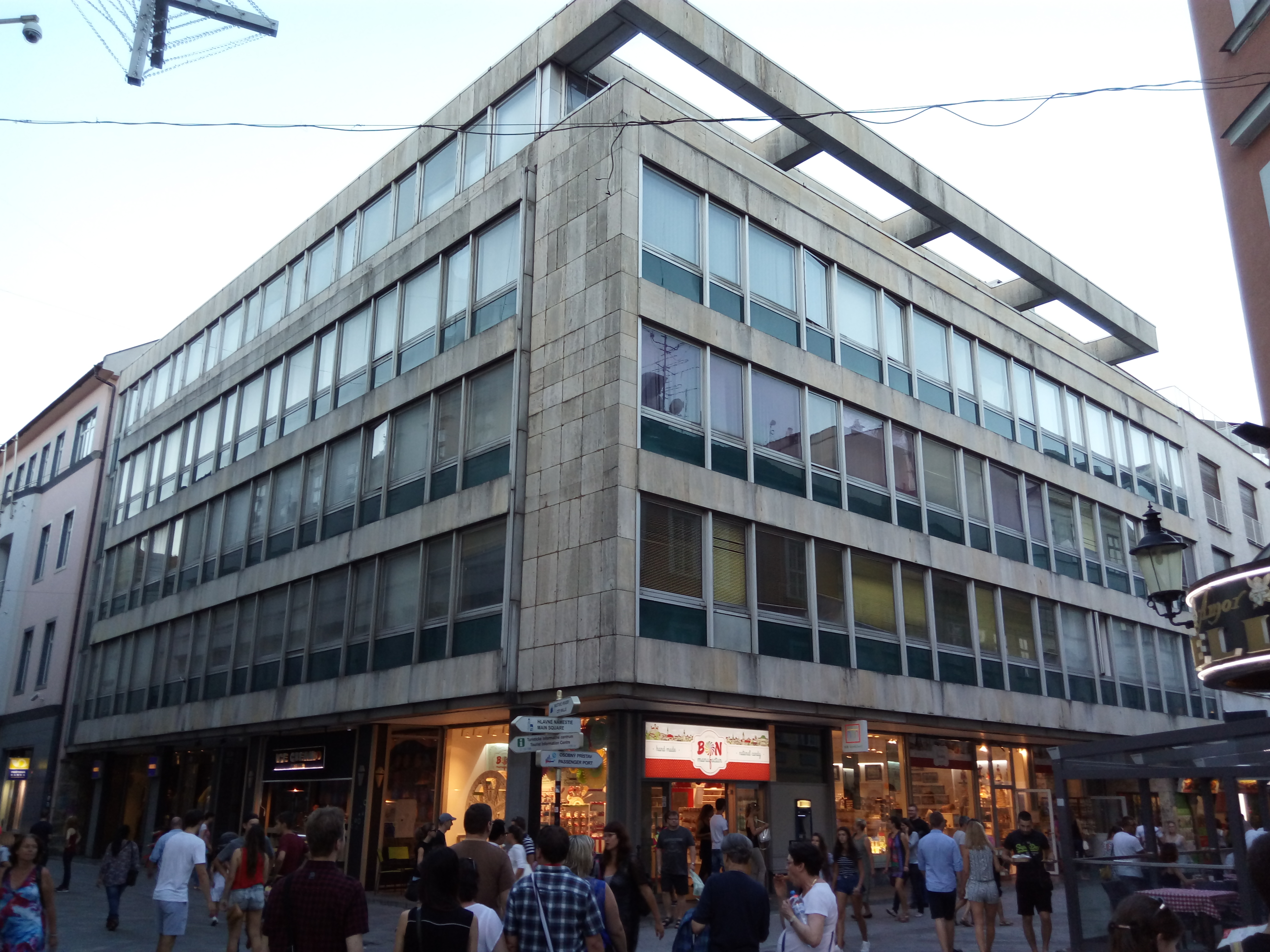
Место нахождения Ассоциации

Сою́з слова́цких писа́телей (словац. Spolok slovenských spisovateľov) — организация, объединяющая словацких писателей. Основана в 1923 году. Уставной целью организации является развитие словацкой литературы. Имеет структурные подразделения в словацких городах Банска-Бистрица, Кошице, Нитра и Жилина. Имеет своё издательство. Издаёт с 1988 года «Литературный еженедельник» (словац. Literárny týždenník) и журнал «Прикосновения» (словацк. Dotyky).
В прошлом председателями и почетными председателями Словацкой ассоциации писателей были такие личности, как Янко Есенский Иван Краско, Вавро Шробар, Ладислав Новомески, Милан Лайчяк, Душан Слободник, Антон Хикиш,  Павол Яник.

## Деятельность
Союз словацких писателей имеет устойчивые связи с российскими сообществами писателей, способствующие активному культурному обмену.

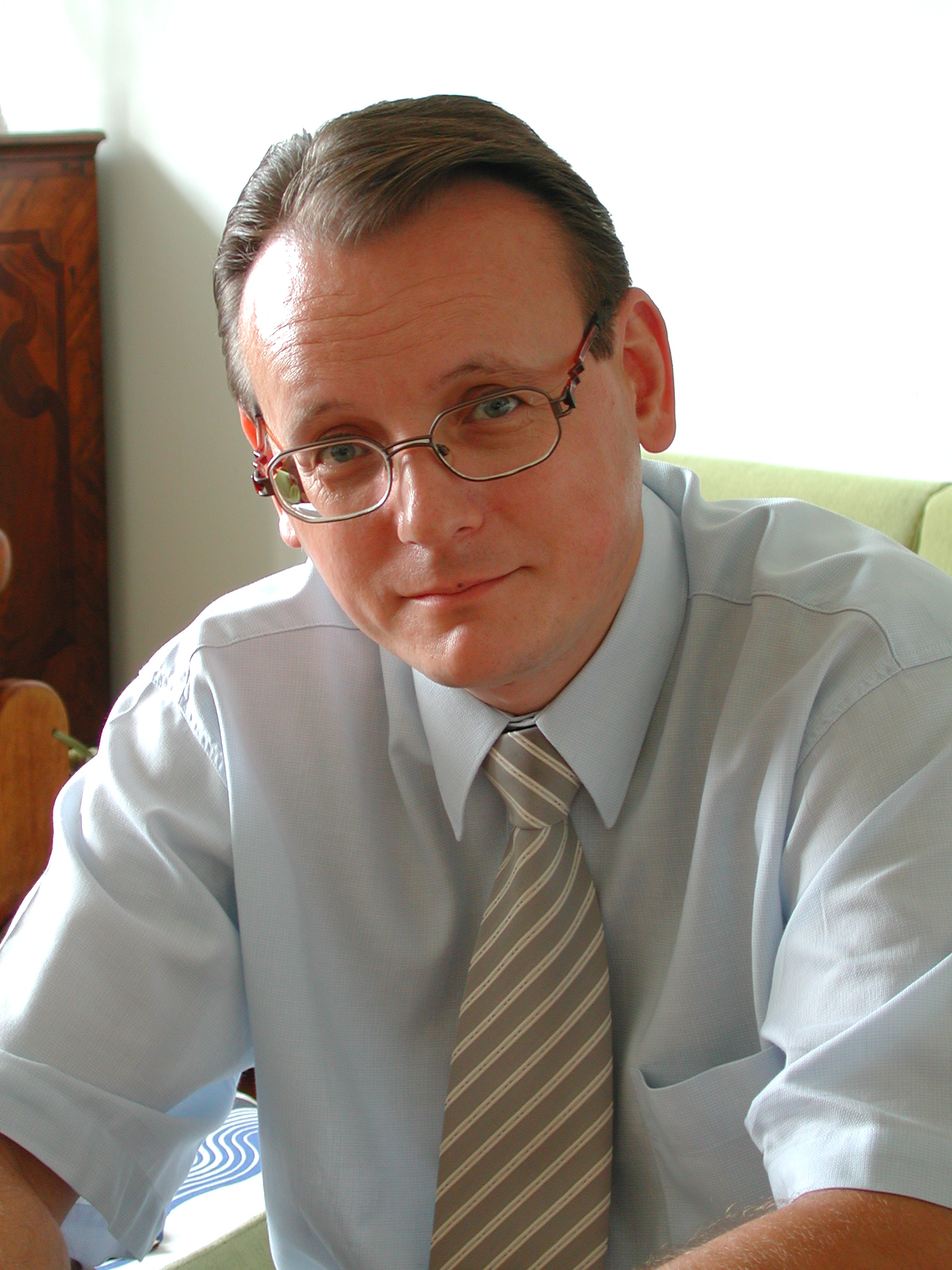
Павол Яник, словацкий писатель, президент Союза словацких писателей (2003—2007)